# Brennabor Typ AL
Der Brennabor Typ AL ist ein Pkw der oberen Mittelklasse, den die Brennabor-Werke im März 1927 zusätzlich zum kleineren Typ Z herausbrachten.
Das Fahrzeug hatte einen 6-Zylinder-SV-Reihenmotor mit 2,55 Litern Hubraum vorne eingebaut. Er entwickelte 45 PS bei 3300/min. Über eine Einscheibentrockenkupplung und ein Viergang-Getriebe mit Schalthebel in der Wagenmitte trieb er die Hinterräder an. Die Wagen mit U-Profil-Pressstahl-Rahmen hatten Starrachsen mit halbelliptischen Längsblattfedern und waren ausschließlich als viertürige Pullman-Limousine verfügbar. Die mechanische Fußbremse wirkte auf alle vier Räder, die Handbremse auf die Kardanwelle.
Im Jahr darauf wurde neben dem langen Fahrgestell AL noch ein kurzes Fahrgestell AK angeboten. Der sonst technisch gleiche Wagen war als viertürige Limousine oder Cabriolimousine oder zweitüriges Cabriolet erhältlich.
1928 gab es zusätzlich zum AL den ASL und zusätzlich zum AK den ASK. Diese Fahrzeuge hatten einen größeren Motor mit 3,1 Liter Hubraum und 55 PS Leistung.
1929 wurde der ASL vom AFL und der ASK vom AFK abgelöst. Diese Modelle unterschieden sich von ihren Vorgängern durch ein Dreigang-Getriebe und einen etwas günstigeren Kaufpreis. Der AFK war nur noch als Cabriolimousine erhältlich.
Von den A-Typen entstanden bis 1930 ca. 10.000 Stück. Nachfolger ist der Brennabor Juwel 6.

## Technische Daten
| Typ                   | AL (10/45 PS)              | AK (10/45 PS)              | ASL (12/55 PS)             | ASK (12/55 PS)             | AFL (12/55 PS)             | AFK (12/55 PS)             |
| Bauzeitraum           | 1927–1929                  | 1928–1929                  | 1928–1929                  | 1928–1929                  | 1929–1930                  | 1929                       |
| Aufbauten             | PL4                        | L4, Cb2                    | PL4                        | L4, Cb2                    | PL4                        | L4                         |
| Motor                 | 6 Zyl. Reihe 4-Takt        | 6 Zyl. Reihe 4-Takt        | 6 Zyl. Reihe 4-Takt        | 6 Zyl. Reihe 4-Takt        | 6 Zyl. Reihe 4-Takt        | 6 Zyl. Reihe 4-Takt        |
| Ventile               | stehend (SV)               | stehend (SV)               | stehend (SV)               | stehend (SV)               | stehend (SV)               | stehend (SV)               |
| Bohrung × Hub         | 70 mm × 111 mm             | 70 mm × 111 mm             | 77 mm × 111 mm             | 77 mm × 111 mm             | 77 mm × 111 mm             | 77 mm × 111 mm             |
| Hubraum               | 2547 cm³                   | 2547 cm³                   | 3080 cm³                   | 3080 cm³                   | 3080 cm³                   | 3080 cm³                   |
| Leistung (PS)         | 45                         | 45                         | 55                         | 55                         | 55                         | 55                         |
| Leistung (kW)         | 33                         | 33                         | 40                         | 40                         | 40                         | 40                         |
| bei Drehzahl (1/min.) | 3300                       | 3300                       | 3200                       | 3200                       | 3200                       | 3200                       |
| Drehmoment (Nm)       | 127,5                      | 127,5                      | 147,2                      | 147,2                      | 147,2                      | 147,2                      |
| bei Drehzahl (1/min.) | 1400                       | 1400                       | 1400                       | 1400                       | 1400                       | 1400                       |
| Verdichtung           | 5,1 : 1                    | 5,1 : 1                    | 5,1 : 1                    | 5,1 : 1                    | 5,1 : 1                    | 5,1 : 1                    |
| Verbrauch             | 14 l / 100 km              | 12 l / 100 km              | 16 l / 100 km              | 14 l / 100 km              | 16 l / 100 km              | 14 l / 100 km              |
| Getriebe              | 4 Gang mit Mittelschaltung | 4 Gang mit Mittelschaltung | 4 Gang mit Mittelschaltung | 4 Gang mit Mittelschaltung | 3 Gang mit Mittelschaltung | 3 Gang mit Mittelschaltung |
| Höchstgeschwindigkeit | 80 km/h                    | 85 km/h                    | 85 km/h                    | 90 km/h                    | 85 km/h                    | 90 km/h                    |
| Leergewicht           | 1650 kg                    | 1550 kg                    | 1650 kg                    | 1550 kg                    | 1650 kg                    | 1550 kg                    |
| Zul. Gesamtgewicht    | 2175 kg                    | 1950 kg                    | 2175 kg                    | 1950 kg                    | 2175 kg                    | 1950 kg                    |
| Elektrik              | 6 Volt                     | 6 Volt                     | 6 Volt                     | 6 Volt                     | 6 Volt                     | 6 Volt                     |
| Länge                 | 4500 mm                    | 4200 mm                    | 4500 mm                    | 4200 mm                    | 4500 mm                    | 4200 mm                    |
| Breite                | 1720 mm                    | 1720 mm                    | 1720 mm                    | 1720 mm                    | 1720 mm                    | 1720 mm                    |
| Höhe                  | 1860 mm                    | 1860 mm                    | 1860 mm                    | 1860 mm                    | 1860 mm                    | 1860 mm                    |
| Radstand              | 3290 mm                    | 3000 mm                    | 3290 mm                    | 3000 mm                    | 3290 mm                    | 3000 mm                    |
| Spur vorne/hinten     | 1420 mm/1420 mm            | 1420 mm/1420 mm            | 1420 mm/1420 mm            | 1420 mm/1420 mm            | 1420 mm/1420 mm            | 1420 mm/1420 mm            |
| Reifen                | 30″ × 5,77″ ND             | 30″ × 5,25″ ND             | 30″ × 5,77″ ND             | 30″ × 5,25″ ND             | 6,00–20" extra             | 5,00–18"                   |

- L4 = 4-türige Limousine oder Cabriolimousine
- PL4 = 4-türige Pullman-Limousine
- Cb2 = 2-türiges Cabriolet